# 阿尔伯雷什人
阿尔伯雷什人（發音：[aɾbəˈɾɛʃ]）是一个分布在意大利南部的一个阿尔巴尼亚族群。族群的形成就是因为逃离奥斯曼帝国的宗教迫害，因此绝大多数的阿尔伯雷什人都是天主教徒。目前为止在意大利有268000人拥有阿尔伯雷什血统，其中100000人会说阿尔巴尼亚语的阿尔伯雷什方言。